# Željko Filipović
Željko Filipović (Lubiana, 3 ottobre 1988) è un ex calciatore sloveno, di ruolo centrocampista.

## Carriera

### Club
Vanta 40 presenze in Europa.
Nella stagione 2012-2013 ha conquistato un treble, mentre nelle stagioni 2011-2012 e 2013-2014 ha ottenuto in entrambe le occasioni un double.

### Nazionale
Esordisce il 14 agosto 2013 contro la Finlandia (2-0).

## Palmarès

### Club

#### Competizioni nazionali
- Campionato sloveno: 4

Maribor: 2010-2011, 2011-2012, 2012-2013, 2013-2014
- Coppa di Slovenia: 2

Maribor: 2011-2012, 2012-2013
- Supercoppa di Slovenia: 4

Maribor: 2010, 2012, 2013, 2014